# Chattowal
 (janvier 2023).
Chattowal (en hindi : चट्टोवाल) est un petit village qui se situe dans le district de Hoshiarpur, à Punjab, en Inde. Il appartient au tehsil de Dasuya.